# 인피니온 테크놀로지스
인피니언 테크놀로지스(독일어: Infineon Technologies Aktiengesellschaft, 프랑크푸르트: IFX, NYSE: IFX)는 1999년 4월에 모기업, 지멘스 AG가 운영하던 반도체 부서가 법적으로 완전히 독립하면서 설립되었다. 2006년 6월 30일에, 인피니언은 연구개발하는 7,400명을 포함하여, 전 세계에서 41,100명의 직원이 있었다. 2006년 회계 연도에, 인피니언 테크놀로지스는 52.75 억 달러의 판매이익을 달성했다. EBIT 손실은 (키몬다 AG를 제외하고) 27800 만 달러였다. 인피니언은 세계 반도체 기업 매출 순위 20위권에 포함되는 기업이다.
2006년 5월 1일에, 인피니언의 메모리 소자 부서는 키몬다 AG라고 불리는 다른 회사로 독립하였다. 키몬다 AG는 세계에 약 12,000명의 직원이 있다. 키몬다는 뉴욕 증권거래소에 상장되어 있다.

## 인피니언 테크놀로지스의 시장
독일 뮌헨에 본사가 있는 인피니언 테크놀로지 AG는 자동차, 산업, 통신 및 범용 반도체와 시스템 솔루션을 제공한다. 메모리 제품군은 자기업인 키몬다가 유명하다. 인피니언은 세계적인 기업으로 성장하면서 미국에 밀피타스지사, 환태평양에 싱가포르지사 및 일본에 도쿄지사를 운영하고 있다.
인피니언은 유럽에 많은 생산설비가 있다. 인피니언의 고전력 세그먼트는 워스틴 (독일), 필락스 (오스트리아), 체글레드 (헝가리)에서 생산한다. 연구개발센터는 프랑스, 싱가포르, 루마니아, 중화민국, 벵갈루루, 인도에서 운영하고, 제조설비는 싱가포르, 말레이시아, 중국에서 운영하고 있다.
인피니언은 프랑크푸르트 증권거래소와 뉴욕 증권거래소에 IFX라는 주식 기호로 상장되어 있다. 인피니언은 독일 주가지수 30에 포함되는 기업이다.

## 인피니언의 의미
인피니언(독일어: Infineon Technologies Aktiengesellschaft)이라는 기업명은 무한한 가능성의 아이디어를 떠올리는 것을 도전하도록, 무한 (infinity, 라틴어: infinitas)과 영원 (고대 그리스어: eon)이 결합하여 명명되었다.

## 제품군
인피니언의 주요 제품군은 아래와 같은 집적회로이다:
- 광역통신 (유선 및 무선)
  - VoIP 소자군
  - ISDN 소자군
  - 휴대폰 소자군
  - 이더넷이나 VDSL 10기반 소자군
- 자동차, 산업용 및 다용도
  - 전력 집적회로, 쿨셋, 쿨모스
  - DC-DC 컨버터 전력 관리 집적회로 및 AC-DC 컨버터 전력 관리 집적회로
  - 센서 및 제어 소자군, TPMS (센소너)
  - 스마트 카드
  - 트라이 코어, C166 및 8비트 마이크로컨트롤러
- 메모리 제품군 - 이제는 키몬다가 담당
  - 디램

또한 인피니언은 고전력 세그먼트 (High Power Segment)도 판매하고 있다. 고전력 세그먼트의 전단은 워스틴 (독일)이고, 후단은 체글레드 (헝가리)이다. 사이리스터, 다이오드와 절연 게이트 양극성 트랜지스터도 인피니언 테크놀로지스에서 생산하고 있다.

### 아이폰칩
애플 아이폰은 인피니언이 제공한 베이스밴드 프로세서와 RF 칩으로 구성된다. 프로세서는 가장자리에 RF 송수신기와 전력관리 소자가 포함된, PMB8876 S-골드 2 멀티미디어 엔진이다.

## 매각 및 인수
- 인피니언은 2007년 8월에 휴대전화 부서를 LSI 사에 매각한다고 발표하였다.  휴대전화 부서는 LSI에 합병되기 이전의 어기어 시스템스에 소속되었다.
- 2007년 8월에, 인피니언은 텍사스 인스트루먼트의 DSL 고객 댁내 장치 사업부를 인수하였다. DSL 고객 댁내 장치 사업부는 인피니언의 통신소자 부서와 합병되었다.
- 2015년 1월 13일에 인피니언 테크놀로지스는 미국의 전력용 반도체 기업 인터내셔널 렉티파이어를 인수하여 자회사화하였다.[2]
- 2019년 6월 미국 사이프러스 세미컨덕터를 94억달러에 인수하여 자회사화하였다.

## 경쟁사
1. 텍사스 인스트루먼트
2. 브로드컴
3. ST마이크로일렉트로닉스
4. Marvell
5. 프리스케일 세미컨덕터
6. NXP 세미컨덕터
7. 어기어 시스템
8. 르네사스 테크놀로지
9. 인터내셔널 렉터파이어
10. 페어차일드 세미컨덕터

## 투자가
인피니언의 기관 투자가는 다음과 같다: 브란데스 인배스트먼트 파트너: 5.13%, 도지와 콕스 인터내셔널: 5.07%, 캐피탈 그룹 인터내셔널: 4.95%, 제너널 캐피탈 그룹: 0.8%.

## 가격 담합 논란
2004년~2005년 간의 미국 법무부 조사 결과, 1999년~2002년동안 국제적인 디램 가격 담합 음모를 밝혀냈다. 디램 가격 담합은 경쟁사에게 피해를 주었으며 개인용 컴퓨터의 가격이 상승한 원인이었다. 그결과, 인피니언은 2004년에 1.6 억 달러의 벌금을 냈다. 또한 2005년에, 삼성전자는 3 억 달러, 하이닉스는 1.85 억 달러의 벌금을 냈다. 마이크론 테크놀로지는 미국 법무부에 가격 담합 증거를 제출하는 대신 사면을 약속 받았다.

## 직원 소송
부쿠레슈티에 위치한, 인피니언 테크놀로지스의 루마니아 개발센터는 2007년 초반에 형편없는 근무조건과 관리로 인하여 소송 사건이 발생하였다. 인피니언 테크놀로지스는 루마니아 IT 시장에 매우 적극적이지 않았고 (널리 배포되는 "소책자"같은) 싸구려 광고를 재배열하여 고용한 신입사원은 많은 문제를 가지고 있었다. 이들은 현직사원이 퇴사하는 것을 방해하는 고용주를 고소하였다..

## 지역사회 지원
인피니언 테크놀로지스는 퍼스트 로봇공학으로 지역 고등학교를 지원한다. 현재 리치먼드에 있는 3개 지역 학교가 지원을 받고 있다. 이 고등학교는 아틀리 고등학교, 턱커 고등학교와 하이랜드 스프링 테크 센터 (HTA)이다.

## 금융 자료
| 연도    | 2013   | 2014   | 2015   | 2016   | 2017   | 2018   |
| ------- | ------ | ------ | ------ | ------ | ------ | ------ |
| 소득    | 3.843  | 4.320  | 5.795  | 6.473  | 7.063  | 7.599  |
| 순수익  | 272    | 535    | 632    | 743    | 790    | 1.075  |
| 자산    | 5.905  | 6.438  | 8.741  | 9.087  | 9.945  | 10.879 |
| 직원 수 | 26,725 | 29,807 | 35,424 | 36,299 | 37,479 | 40,100 |